# Didier Couécou
Didier Couécou (* 25. Juli 1944 in Caudéran, heute Vorort von Bordeaux) ist ein ehemaliger französischer Fußballspieler und -funktionär.

## Spielerkarriere

### Im Verein
Der Linksaußen stammte aus der Jugend von Girondins Bordeaux, für die er ab 1963 auch in der Division 1 stürmte. Didier Couécou war ein einsatzfreudiger Spieler, der keinem Zweikampf aus dem Weg ging und sich deshalb schnell zum Publikumsliebling entwickelte, dabei auch technisch beschlagen und ballfertig. Am Ende seiner ersten Saison gehörte er allerdings noch nicht zur Stammformation, als die Mannschaft im Pokalendspiel mit 0:2 gegen Olympique Lyon unterlag. Das änderte sich ab 1964, als er zweimal nacheinander mit den Girondins Vizemeister und ein Kandidat für die Nationalmannschaft wurde (siehe unten). Auch in den folgenden Spielzeiten gehörte die Elf zu den Spitzenteams in Frankreich (1968/69 erneut Liga-Zweiter), und Couécou trug mit seinen Vorlagen, insbesondere auf Héctor De Bourgoing, Laurent Robuschi und später Jacques Simon, zu dieser Stellung maßgeblich bei. Er überwand auch selbst häufig die gegnerischen Torhüter: 1967/68 (15 Treffer) und 1968/69 (13 Treffer, beide Jahre auf Rang 9) stand er unter den zehn besten Torjägern. In diesen zwei Saisons erreichte er mit Bordeaux auch jeweils das Pokalfinale, das allerdings beide Male verloren ging (1:2 gegen AS Saint-Étienne bzw. 0:2 gegen Olympique Marseille).
Dennoch lieh ihn der Verein 1969 an den Zweitdivisionär OGC Nizza aus, mit dem der sofortige Aufstieg gelang. Didier Couécou jedoch wechselte 1970 zu Olympique Marseille, und in den folgenden Jahren konnte er endlich auch den Ruf eines „ewigen Zweiten“ ablegen. In Marseille hatte Trainer Mario Zatelli eine offensivstarke Mannschaft geformt, die 1971 Meister wurde und diesen Titel 1972 verteidigen konnte; da Olympique 1972 zudem den Landespokal gewann, feierte der Linksaußen in diesem Jahr an der Seite seiner hochkarätigen Sturmpartner Skoblar, Loubet und Magnusson sogar den Gewinn des Doublé. Im Pokalendspiel (2:1 über den SEC Bastia) erzielte er die frühe 1:0-Führung für OM. Auch bei Marseille zeichnete er sich vor allem durch seine Flanken und Vorlagen für die Innenstürmer aus.
Nach diesem Erfolg unterschrieb er einen Vertrag beim FC Nantes, und 1972/73 wurde er auch dort Landesmeister, stand zudem dicht vor seinem zweiten Doublé: diesmal langte sein Endspieltor – wobei Schiedsrichter Wurtz sein vorausgehendes, klares Handspiel übersah, was Couécou anschließend mit „Heute hieß der Schiedsrichter Ray Charles“ kommentierte – allerdings nur zu einer Ergebniskorrektur (1:2 gegen Olympique Lyon). Auch in diesem Jahr zählte er zusammen mit Bertrand-Demanes, Maas, Michel und De Michèle zu den Führungspersönlichkeiten seiner Elf und ihres Trainers José Arribas.
Überraschenderweise kehrte er nach wenigen Spieltagen der Saison 1973/74 zu Marseille zurück, blieb dort allerdings lediglich für eine Spielzeit, in der Olympique nur auf einem Mittelfeldplatz landete und Couécou weniger als die Hälfte der Punktspiele bestritt. 1976 kehrte er in seine Heimat zu Girondins Bordeaux zurück, wo er zwar wieder häufiger eingesetzt wurde, aber gleichfalls weit von Meister- und Pokalehren entfernt war. Dort beendete er 1976 seine Spielerlaufbahn.

#### Stationen
- Girondins de Bordeaux (1963–1969)
- Olympique Gymnaste Club de Nice (1969/70, in D2)
- Olympique de Marseille (1970–1972)
- Football Club de Nantes (1972/73)
- Olympique de Marseille (1973/74)
- Girondins de Bordeaux (1974–1976)

### In der Nationalmannschaft
Im Dezember 1967 bestritt Didier Couécou sein einziges A-Länderspiel für Frankreich: beim 3:1 über Luxemburg gab er eine Torvorlage auf Charly Loubet, ging selbst jedoch leer aus. Schon 18 Monate früher hatte Nationaltrainer Henri Guérin ihn in den 22er-Kader der Bleus für die Weltmeisterschaftsendrunde berufen; allerdings kam er in England nicht zum Einsatz. Und in seinen erfolgreichsten Jahren (1970 bis 1973) war die linke Außenposition bei der Équipe tricolore fest an Georges Bereta vergeben.

## Palmarès
- Französischer Meister: 1971, 1972, 1973  (und Vizemeister 1965, 1966, 1969)
- Französischer Pokalsieger: 1972  (und Finalist 1964 [ohne Eins.], 1968, 1969, 1973)
- 1 A-Länderspiel (kein Treffer) für Frankreich; WM-Teilnehmer 1966
- 308 Spiele und 117 Tore in der Division 1, davon 188/75 für Bordeaux, 79/28 für Marseille, 41/14 für Nantes[6]
- 18 Einsätze (5 Treffer) in den Europapokalwettbewerben, davon 10/2 mit Bordeaux, 6/2 mit Marseille und 2/1 mit Nantes[7]

## Leben nach der Spielerzeit
Nach 1976 war er lange in verschiedenen Funktionen bei Girondins Bordeaux tätig; von Februar bis Mai 1989 trainierte er sogar die Profimannschaft, um das Interim zwischen Aimé Jacquet und Raymond Goethals zu überbrücken. Später arbeitete er in der Führung des FC Toulouse. Anfang des 21. Jahrhunderts war er zudem als Spielerberater tätig.